# John Thomas Dunlop
Pour les articles homonymes, voir Dunlop (homonymie).
John Thomas Dunlop, né le 5 juillet 1914 à Placerville (Californie) et mort le 2 octobre 2003 à Boston  (Massachusetts), est un administrateur du gouvernement et homme politique américain, spécialiste du travail. Il est secrétaire au Travail entre 1975 et 1976 dans l'administration du président Gerald Ford.

## Biographie
Il est le fils de John Wallace et d'Antonia Forni Dunlop.
Il obtient son doctorat à l'université de Californie à Berkeley en 1939. Il enseigne à Harvard à partir de 1938 puis à l'université Lamont en 1984. Alors qu'il était à Harvard, il était responsable du département d'économie (1961-1966) et doyen de la faculté des Arts et des Sciences (1969-1973).
Il est directeur du conseil sur le coût de la vie en 1973-1974, et président de la commission sur l'avenir des relations patronales-syndicales en 1993-1995.